# Susanne Engstrøm
Susanne Engstrøm (født 12. februar 1949) er uddannet farmakonom og var fra 1989 til 2014 formand for Farmakonomforeningen. Engstrøm er oprindelig udlært apoteksdefektrice (apotekstekniker) i 1969. Efterfølgende gik hun i gang med at læse videre på den videregående farmakonomuddannelse på Pharmakon – Danish College of Pharmacy Practice, hvorfra hun dimitterede i 1972. I perioden 1983-1989 var Susanne Engstrøm næstformand i Farmakonomforeningen. Engstrøm er bosiddende i Hundested og har indtil 2012 sideløbende med sit formandshverv haft en årelang deltidsansættelse på Vaisenhus Apotek i København for at bevare følingen med farmakonomernes arbejdsliv.
Susanne Engstrøm besidder følgende tillidshverv, bestyrelsesposter m.v.:
- Arbejdsmiljørådet, formand [1]
- Danmarks Apotekerforening – Samarbejds- og teknologinævn, bestyrelsesmedlem [2]
- Dansk Farmacihistorisk Fond, bestyrelsesmedlem [3]
- Disciplinærnævnet for Ejendomsmæglere, rådsmedlem [4]
- E-handelfondens klageinstans, medlem [5]
- Farmakonomforeningen, formand [6]
- Forbrugerklagenævnet, medlem [7]
- Forbrugerrådet, næstformand [8]
- FTF, forretningsudvalgsmedlem, formand for privatansattes sektion, hovedbestyrelsesmedlem [7]
- FTF-A, bestyrelsesmedlem [9]
- Innovation Lab, bestyrelsesmedlem [10]
- Kompetenceudviklingsfonden, medlem [11]
- Lån & Spar Bank, repræsentantskabsmedlem [12]
- MedlemsPension – Pensionskassen for Farmakonomer, bestyrelsesformand [13]
- Patientskadeankenævnet, medlem [7]
- Pharmakon – Danish College of Pharmacy Practice, bestyrelsesmedlem [14]
- Realkreditankenævnet, medlem [7]
- Sundhedskartellet, forretningsudvalgsmedlem [15]
- Sundhedsvæsenets Patientklagenævn, nævnsmedlem [16]
- Sø- og Handelsretten, sagkyndig dommer [17]

## Eksterne kilder, links og henvisninger
- Susanne Engstrøms profilside på linkedin.com
- "Som en fisk i vandet". Artikel om Susanne Engstrøm i tidsskriftet Farmakonomen, januar 2009 (Webside ikke længere tilgængelig)